# Half-Life 2: Episode One
A Half-Life 2: Episode One egy háromtagú kiegészítőcsomag-sorozat első tagja a 2004-es FPS (first person shooter) számítógépes játékhoz, a Half-Life 2-höz. A játék eredetileg a Half-Life 2: Aftermath címet kapta, de ezt megváltoztatták, amikor a Valve úgy döntött, hogy epizódokra bontja a történetet.
A játék története szorosan a Half Life 2 után játszódik egy háború idején City 17-ben. A játékos feladata a háború hatásainak kezelése. A játék különáll a Half Life 2-től olyan szempontból, hogy használatához nem kell telepíteni azt, és nem kell kapcsolni egy Steam felhasználóhoz sem. Ugyanakkor felvonultat néhány, főként technikai jellegű újítást.
A Valve Software által fejlesztett és 2006. június 1-jén kiadott játék terjesztője világszerte az Electronic Arts, Tajvanon pedig az Unalis. Az Amerikai Egyesült Államokban és Kanadában Mature 17+, Ausztráliában MA 15+, Európában 16+ besorolást kapott. Futtatása windowsos, linuxos vagy Mac OS Xes személyi számítógépet, Xbox 360at vagy PlayStation 3at igényel minimum 1,7 GHz processzorteljesítménnyel, 512 MB RAMmal, DirectX 8.1 vagy OpenGL környezettel.

## Történet
A játék egyedülálló módon, epizodikus rendszerben, három részletben jelenik meg, mintha egy szétdarabolt harmadik rész lenne. Az első részben Gordon Freeman-nek ki kell menekülnie City 17-ből, a Citadella ugyanis időzített bombaként kezdett el viselkedni, és bármikor felrobbanhat. Gordon és segítőtársai igyekeznek minél több embert kimenteni, de az átmenetileg megzavarodott Combine Hadsereg is rendezi sorait, és igyekszik visszavenni az ellenőrzést. A sztori során számos rejtély is felbukkan, ezek közül a legizgalmasabb kérdés az, hogy mi történt Breen-nel.

## Újdonságok
A játék meglepő módon nem tartalmaz új fegyvereket és csak egy új lény szerepel benne; a két legközönségesebb ellenfél, egy zombi és egy combine katona kombinációja, amit Alyx elmésen Zombine-nak (magyarosításban felvigyázombi) nevezett el. Mindössze a grafikán csiszoltak egy keveset.

### Hivatalos
(angol)Official Half-Life 2: Episode One website
(angol)Official Steam website
(angol)Official Half-Life 2 website

### Segítség a játékhoz
(angol)HeadCrab Union Game Guide Archiválva 2007. szeptember 26-i dátummal a Wayback Machine-ben
(angol)GameSpot Game Guide

### Sajtó
(angol)Eurogamer's Episode One Preview Archiválva 2007. április 8-i dátummal a Wayback Machine-ben
(angol)GameSpot Q&A
(angol)1UP.com exclusive Half-Life 2: Episode One preview
(angol)Official Half-Life 2: Episode One videos and trailers
(angol)Gamer Within's Episode One Review
(angol)Half-Life 2: Episode One Review – BytePress
(angol)Review on VGRC.net 8.75/10

### Kritika
(angol)Half-Life 2: Episode 1 Critique (Google Video, 45m)
(angol)Half-Life 2: Episode One Review (The Ant Nest)